# 劉晉瑋
劉晉瑋（2000年2月15日—），臺灣男演員。2016年演出三立都會台《1989一念間》偶像劇。

## 演出經歷
| 年份   | 片名               | 角色           | 播出頻道              |
| 2011年 | 我愛美金           | 陳永生         | 大愛電視台            |
| 2011年 | 意外的旅程         | 陳奕修（幼年） | 大愛電視台            |
| 2012年 | 愛情女僕           | 高孝介（少年） | 三立都會台 東森綜合台 |
| 2012年 | 大路               | 小智           | 公視                  |
| 2013年 | 刺蝟男孩           | 汪小弟         | 公視                  |
| 2013年 | 玩偶家庭           | 盧子耀         | 公視                  |
| 2016年 | 1989一念間         | 葉國安         | 三立都會台 東森綜合台 |
| 2016年 | 浮士德的微笑       | 許書凡         | 三立都會台 台視主頻   |
| 2018年 | 愛的3.14159        | 海海           | 台視主頻 東森綜合台   |
| 2021年 | 超感應學園         | 欺負阿甘同學B  | 八大戲劇台 ViuTV      |
| 2022年 | 我願意             | 紀新           | MOD Hami Video        |
| 2022年 | 公視人生劇展－龍魂 | 阿北           | 公視                  |
| 2024年 | 讓我看見你是誰     | 莊耀凡         | CATCHPLAY+ 愛奇藝     |
| 2024年 | 聰明鎮             | 謝天恩         |                       |
| 2024年 | 遊戲開始           |                |                       |

## 廣告／活動代言
- 麥香 天使出任務
- 麥香友力包 接力篇
- 麥香 神秘校園傳說篇
- 麥香綠茶 大麥味
- 麥香 跨年篇
- Cs 冰原歷血記
- Sf槍戰遊戲
- 台灣大哥大
- 怪物彈珠 跨年篇
- 泰山八寶粥
- 苗栗觀光局
- 日本北海道觀光
- 可爾必思 棒球篇
- 可爾必思 舞蹈篇
- 可爾必思 聖誕節篇
- 可爾必思 中秋節篇
- Samsung J7
- 中國廚師節 萬卷春篇
- 中國脈動運動飲料
- La new 開學季
- Yamaha機車JOG FS 好色篇
- 曼秀雷敦
- 那一劍江湖手遊
- 全家酷冰沙 爆橘篇
- 中國騰訊科技 腦管家篇
- Kymco機車 美好假騎篇
- 台灣啤酒(爽啤) 超跑篇